# Condado de Henry (Kentucky)
El condado de Henry (en inglés: Henry County), fundado en 1799, es uno de 120 condados del estado estadounidense de Kentucky. En el año 2000, el condado tenía una población de 15,060 habitantes y una densidad poblacional de 20 personas por km². La sede del condado es New Castle.

## Geografía
Según la Oficina del Censo, el condado tiene un área total de 655 km² (252,9 mi²), de la cual 632 km² (244 mi²) es tierra y 21 km² (8,1 mi²) (3.36%) es agua.

### Condados adyacentes
- Condado de Carroll (norte)
- Condado de Owen (este)
- Condado de Franklin (sureste)
- Condado de Shelby (sur)
- Condado de Oldham (oeste)
- Condado de Trimble (noroeste)

## Demografía
Según la Oficina del Censo en 2000, los ingresos medios por hogar en el condado eran de $37,263, y los ingresos medios por familia eran $45,009. Los hombres tenían unos ingresos medios de $31,478 frente a los $21,982 para las mujeres. La renta per cápita para el condado era de $17,846. Alrededor del 13.70% de la población estaban por debajo del umbral de pobreza.

## Localidades
| - Bethlehem - Campbellsburg - Defoe - Eminence - Franklinton | - Lockport - New Castle - Pendleton - Pleasureville | - Port Royal - Smithfield - Sulphur - Turners Station |